# Никодим (Барановський)
Митрополит Никоди́м (в миру Микола Миколайович Барановський; 15 травня 1975, село Гошів, Житомирська область)  — архієрей УПЦ Московського патріархату, митрополит Сіверодонецький і Старобільський.
Тезоімеництво в третю неділю за Великоднем (праведного Никодима).

## Життєпис
4 жовтня 1995 року  — призначений на посаду помічника завідувача богослужбової практики Київської Духовної Академії та Семінарії.
1996 рік  — закінчив Київську духовну семінарію і поступив до Київської духовної академії.
10 грудня 1997 року  — призначений викладачем Київської духовної семінарії.
11 квітня 2000 року  — призначений проректором Київської духовної академії, архімандритом Митрофаном (Юрчуком) пострижений в ченці з іменем Никодим  — на честь праведного.
15 квітня 2000 року  — єпископом Вишгородським Павлом, намісником Києво-Печерської Лаври, рукопокладений в сан диякона.
27 квітня 2000 року  — митрополитом Володимиром рукопокладений в сан пресвітера.
З вересня 2000 року  — призначений на посаду завідувача богослужбової практики Київської духовної академії та семінарії.
До Великодня 2001 року  — возведений у достоїнство ігумена.
2001 рік  — призначений на посаду помічника інспектора Київської духовної академії та семінарії.
1 листопада 2001 року  — на кафедрі літургічного богослов'я захистив дисертацію «Происхождение и историческое развитие Литургии в свете святоотеческое письменности и богословской литературы», отримав ступінь кандидата богослов'я.
На Великдень 2005 року возведений в сан архімандрита.
2003 рік  — член календарної комісії при видавничому відділі Київської митрополії УПЦ (МП).
6 червня 2007 року  — секретар Білоцерковської Єпархії та настоятель кафедрального собору міста Біла Церква.
2007 рік  — член Літургічно-богослужбової комісії для написання і редагування богослужбових текстів служб новопрославленим святим при Священому Синоді Української православної Церкви.
В 2009 році  — брав участь у Помісному соборі Російської православної церкви .
23 грудня 2010 року  — постановою Священного Синоду Української православної Церкви (Московський патріархат) визначено бути єпископом Рокитнянським, вікарієм Білоцерківської єпархії.
24 грудня 2010 року  — в залі засідання Синоду в Свято-Успенській Києво-Печерській Лаврі відбулося наречення, а 25 грудня в трапезному храмі Лаври за Божественною літургією — архієрейська хіротонія. Хіротонію здійснив митрополит Київський і всієї України Володимир (Сабодан), митрополит Овруцький та Коростенський Віссаріон (Стретович); архієпископи Білоцерківський і Богуславський Митрофан (Юрчук), Львівський та Галицький Августин (Маркевич), Сарненський та Поліський Анатолій (Гладкий), Вишгородський Павло (Лебідь), Бориспільський Антоній (Паканич), Переяслав-Хмельницький Олександр (Драбинко); єпископи Уманський та Звенигородський Пантелеймон (Бащук), Шепетівський і Славутський Володимир (Мельник), Ніжинський та Прилуцький Іриней (Семко), Макарівський Іларій (Шишківський), Новокаховський та Генічеський Іоасаф (Губень) та Васильківський Пантелеймон (Поворознюк).
20 липня 2012 року  — призначений єпископом Ровеньківським вікарієм Луганської єпархії.
5 січня 2013 року  — призначений єпископом Сіверодонецьким та Старобільським.
17 серпня 2015 року возведений у сан архієпископа .
17 серпня 2019 року возведений у сан митрополита .

## Нагороди
- Орден апостола Іоана Богослова (2014)[8]